# Día de la Bandera (Colombia)

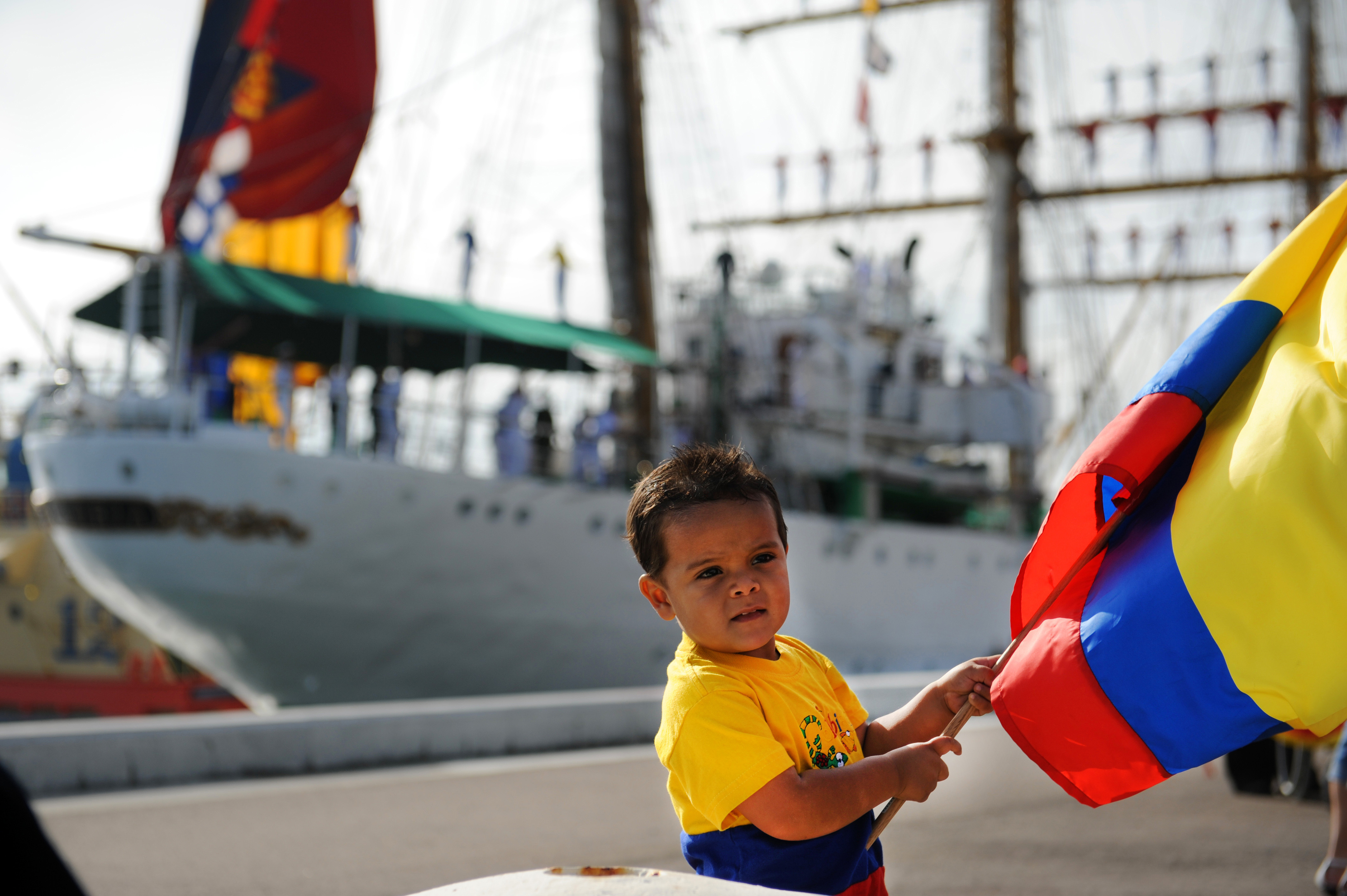
Niño ondeando la bandera colombiana junto al ARC Gloria.

El Día de la Bandera se conmemora cada año en Colombia el 7 de agosto. Esa fecha es feriado nacional y día festivo dedicado a la bandera colombiana y a la conmemoración de la Batalla de Boyacá, la confrontación más importante de la guerra de independencia de Colombia. La fecha fue decretada                                                  por la ley 28 del 16 de febrero de 1925, con aprobación del Congreso, por el entonces presidente de Colombia, Pedro Nel Ospina.

## Historia
El origen de la actual bandera Nacional de Colombia se sitúa en 1806, concretamente el 12 de marzo, cuando el Precursor Francisco Miranda ondeó por primera vez el tricolor amarillo, azul y rojo a bordo de su velero, o bergantín, Leandro, durante su fracasada invasión a Coro (población de Venezuela). Esta bandera fue la misma que Miranda junto con Lino de Clemente y José Sata y Bussy, presentaron al Congreso de Venezuela de 1811 para que se adoptara como insignia nacional.
Dos años después, el Libertador Simón Bolívar ordenó continuar con la bandera de Miranda como el emblema colombiano. En una carta el Libertador escribió: "El pabellón que la victoria ha enarbolado en todos los pueblos de Venezuela y que debe adoptar la Nación es el mismo que se usaba en la primera época de la república, esto es, de los tres colores: amarillo, azul y encarnado".
Durante el período de las guerras de independencia de Colombia, había varias banderas, pero todavía no había ninguna que predominará.
A medida que las distintas provincias y ciudades del Nuevo Reino de Granada declaraban su independencia absoluta de España, iban adoptando su propia insignia. Así, por ejemplo, las Ciudades Confederadas del Valle del Cauca, que eran Ansermanuevo, Buga, Cali, Caloto, Cartago, Iscuandé, Popayán y Toro adoptaron en 1811 una bandera de dos fajas horizontales, de colores azul celeste y blanco, orlada de plata; la Provincia de Cartagena se identificó en 1812 con una bandera "rectangular de tres cuadrilongos, el primero rojo, el segundo azul y verde el central, y en éste una estrella de plata de 8 rayos"; y el Estado Libre e Independiente de Cundinamarca creó en 1813 una bandera de 3 fajas horizontales de iguales dimensiones, arriba azul celeste, en medio amarillo y abajo rojo, que es la que actualmente usa el Departamento de Cundinamarca.
El 20 de septiembre de 1861 el nombre del país fue cambiado a Estados Unidos de Colombia. Todas las banderas adoptadas por la República de la Nueva Granada, la Confederación Granadina y los Estados Unidos de la Nueva Granada, fueron abolidas el 26 de noviembre del mismo año. El general Tomás Cipriano de Mosquera, quien aún servía como presidente provisional de la Unión, sancionó el decreto del 26 de noviembre de 1861 donde dispuso que las franjas fuesen de nuevo horizontales, con las siguientes especificaciones:

Decreto del 26 de noviembre de 1861

Artículo 2: Los colores del pabellón nacional de los Estados Unidos de Colombia son amarillo, azul y rojo, distribuidos en fajas horizontales y ocupando el amarillo la mitad del pabellón nacional, en su parte superior, y los otros dos colores la otra mitad, divididos en fajas iguales, el azul en el centro y el rojo en la parte inferior.

Desde entonces, la bandera nacional colombiana no ha sufrido cambio alguno, excepto por sus dimensiones, que nunca habían sido fijadas. La resolución 04235 de 1965 del Ministerio de Defensa finalmente solucionó este dilema.
Las únicas banderas que desde 1861 han experimentado modificaciones han sido aquellas que poseían en su centro el escudo nacional. Al expedirse el decreto 838 de 1889 por el cual fueron suprimidas las nueve estrellas que llevaba el escudo en el borde y se cambió la inscripción “Estados Unidos de Colombia” por la de “República de Colombia” que llevaba el mismo, estas banderas fueron modificadas adoptando sus características modernas.

## Variantes

Bandera Nacional (uso civil, diplomático e institucional)
Pabellón Nacional  (usada por la marina mercante, embarcaciones y aeronaves civiles)
Estandarte Presidencial actual (uso exclusivo del Presidente de la República)[10]
Estandarte Presidencial, usado antes de 1991 (uso exclusivo del Presidente de la República)[11]

## Banderas militares

Bandera de guerra del Ejército Nacional (uso militar)
Pabellón naval de la Armada Nacional (uso militar)
Alférez de la Fuerza Aeroespacial Nacional (uso militar)
Estandarte del Ejército
Bandera de proa de la Armada
Estandarte de la Armada
Estandarte de la Infantería de Marina
Estandarte de la Fuerza Aeroespacial